# Antoine Bottemanne
Antonius Bottemanne, né le 5 juillet 1762 à Varsovie et mort le 29 juillet 1805 à Krajanów (voïvodie de Basse-Silésie), était le médecin et le conseiller aulique du dernier roi de Pologne, Stanislas II Augustus. Il est considéré comme l'un des premiers anatomistes plastiques du XVIIIe siècle.

## Biographie
Issu d'une famille roturière originaire du Hainaut dans les Pays-Bas du Sud, il naît le 5 juillet 1762 à Varsovie. Il est le fils de Antoine-Joseph Bottemanne, intendant du comte Oginski, grand hetman de Lituanie, et de la comtesse Anne-Marie de Basta, descendante du gouverneur de Transylvanie Georg Basta.
Il est envoyé très jeune en France par son père au collège de Mazarin de Paris. Créé en 1661 par le cardinal Mazarin, qui y destine dans son testament l'emploi de sa fortune, le collège est dressé par Louis Le Vau face au palais du Louvre et voué à l'instruction gratuite de soixante gentilshommes des nations réunies à l'obédience royale par le traité de Westphalie (1648) et le traité des Pyrénées (1659). Il dédicace sa thèse de physique expérimentale au Roi de Pologne Stanislas II en 1781: c'est le premier hommage que cette institution ait présenté à un souverain.
Nommé conseiller aulique du roi de Pologne le 7 janvier 1783, il est reçu maître ès arts à Paris le 9 août 1785, puis docteur en médecine à Reims le 20 décembre sous Didier Le Camus, arborant ses certificats universitaires et une attestation de François Doublet, son professeur de pathologie. Il prononce après son doctorat un discours sur La nature de l’homme, comparaison faite avec les autres animaux.
Il suit à Paris les cours d'anatomie de Jean-Joseph Sue, professeur au collège royal de chirurgie, et Philippe-Jean Pelletan, chirurgien à l'Hôtel-Dieu, et obtient peu après le titre de médecin de la faculté de Paris. Il intègre la franc-maçonnerie, tout d'abord la loge de Sainte Sophie jusqu'en 1783, puis la Nouvelle Astrée de 1783 à 1789, et s'installe au 33 rue du Four Saint-Germain dans le VIe arrondissement de Paris.
Il publie en 1788 le Cours d'anatomie à l'usage des artistes. L'ouvrage est divisé en quatre parties, Traité du squelette, Muscles et écorché, L'homme recouvert de ses téguments, L'homme en mouvement, et présente les grandes notions anatomiques à l'usage des artistes. Son œuvre est alors considérée comme le premier manuel d'anatomie plastique moderne.
« La nature consultée ouvrira son livre dans le sein même de la mort, et ce n'est que dans les débris sanglants du cadavre qu'elle laissera lire les efforts savants qui le faisait mouvoir […] Ils ne verront plus alors qu'un spectacle intéressant et beau, dans l'image affreuse qui épouvante et fait reculer d'horreur les autres hommes. »
— Bottemanne, Cours d'anatomie à l'usage des artistes
Il est nommé médecin personnel du roi Stanislas II de Pologne, et épouse Elizabeth-Anne Glénisson, veuve du directeur des messageries royales françaises. La déchéance progressive de la monarchie polonaise et l'abdication du roi en 1795 mettent fin à ses charges. Il meurt le 29 juillet 1805 à Krajanów, dans la voïvodie de Basse-Silésie.

## Œuvres et publications
- Cours d'anatomie à l'usage des artistes (1788).
- Quæstio medica & Quæstio medico-Chirurgica: Utrum in triplici corporis cavitate, diversus Sanguinis motus (1787), An in partu difficili, manu potius quam instrumentis utendum (1788), An in gonorrhaea virulenta aqua simplex (1787), An a sols lymphae muco, prae ipsius affinitate cum solidis corporis viventis partibus, nutritio (1787).